# Plecarea Vlașinilor (film)
Plecarea Vlașinilor este un film românesc din 1983 regizat de Mircea Drăgan. Rolurile principale au fost interpretate de actorii Emanoil Petruț, Silviu Stănculescu și Károly Sinka.

## Distribuție
Distribuția filmului este alcătuită din:
- Emanoil Petruț — baciul Alexa Banu, judele obștii Vlașinilor
- Silviu Stănculescu — baciul Nicolae Branga
- Károly Sinka — feldwebelul Janek, ofițer austriac
- Nae Gh. Mazilu — Tănase, slujitorul nevolnic al lui Branga
- Ioana Drăgan — Istina Bozdog, fosta ibovnică a lui Branga
- Florina Luican — Vuța, soția lui Branga
- Radu Dunăreanu — moș Stănilă, baci bătrân
- Ion Pascu — preotul Gherasim
- Eugenia Bosînceanu — bătrâna țărancă Paraschiva
- Cezara Dafinescu — Frida, slujnica de la hanul „La mielul alb”
- Christian Maurer — cpt. Petauer, ofițer austriac
- Mircea Hîndoreanu — baciul Prăghițan
- Emilia Porojan — țăranca Reveica
- Maria Pătrașcu — țăranca Sorița
- Hans Pomarius — Gromer, magistrul (primarul) cetății Sibiu
- Hans Hupprich-Grumm — lt. Karek, ofițer austriac (menționat Huprich Grum)
- Luminița Vătămănescu — Salomia, fiica lui Branga
- Dan Bădărău — Ilarie, fiul baciului Alexa
- Ion Anghelescu Moreni
- Gert Brotschi
- Valentin Teodosiu — ciobanul Onea Butoacă
- Liviu Manolache — ciobanul Ieronim
- George Buznea — ciobanul Pătru
- Mihai Vasile Boghiță — baci vlașin
- Gheorghe Dițu
- Alexandru Popa
- Dana Maria Popa
- Dumitru Ghiuzelea
- Cornel Ispas
- Sándor Keresztes⁠(hu)[traduceți] (menționat Șandor Keresztes)
- András Török⁠(hu)[traduceți] (menționat Andrei Török)
- Mariana Teodosiu
- Mircea Bîrlea
- Dan Turbatu
- George Șerb
- Sandu Hontu
- Miron Murea
- Radu Popescu
- Ioan Burciu
- Simion Reuer
- Eremia Ștefan
- Cornelia Dordea
- Florin Moga Poplăcean
- Adelia Bălășan
- Ana Moga Poplăcean
- Suzana Bogdan
- Maria Tudoran
- Ana Florea
- Călin Constantin
- Constantin Pintea
- Virgil Müller
- Siegfried Siegmund
- Helmut Hans Hochmann

## Primire
Filmul a fost vizionat de 1.670.430 de spectatori în cinematografele din România, după cum atestă o situație a numărului de spectatori înregistrat de filmele românești de la data premierei și până la data de 31 decembrie 2014 alcătuită de Centrul Național al Cinematografiei.